# Малий Ермітаж

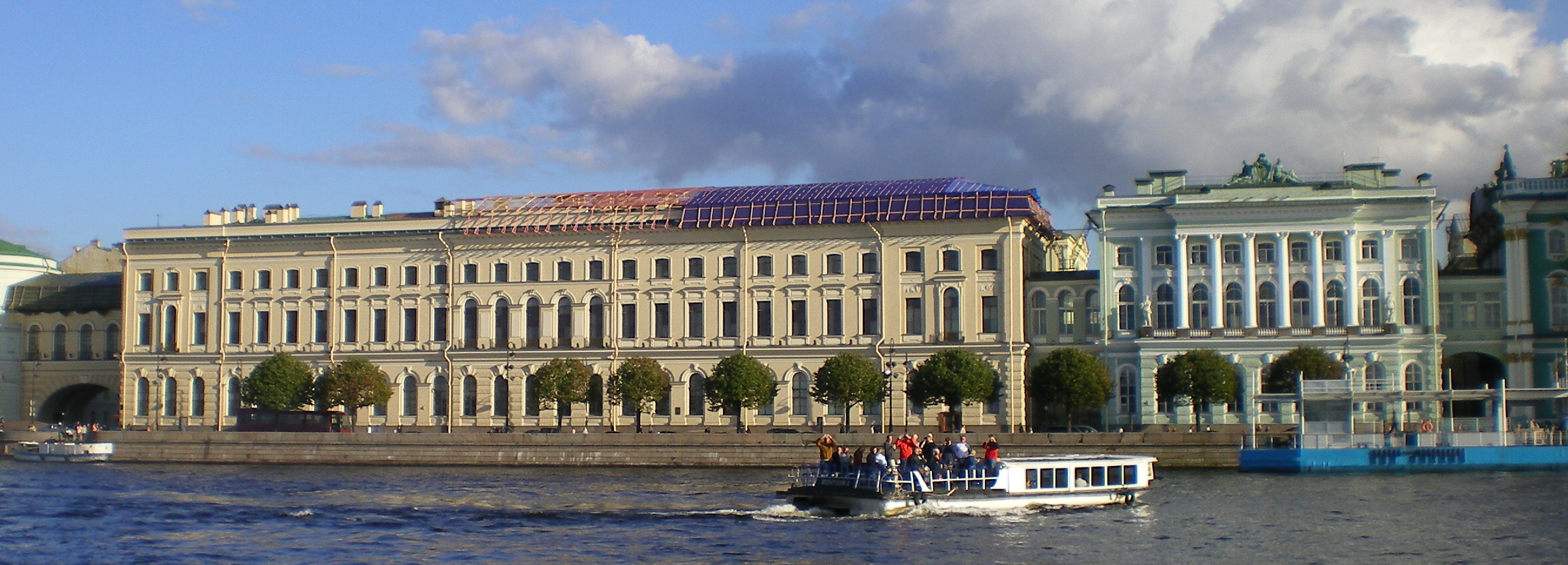
Біла мала будівля — Малий Ермітаж, фасад на Неву

59°56′28″ пн. ш. 30°18′57″ сх. д. / 59.941119° пн. ш. 30.315824° сх. д.
 Малий Ермітаж — сусідня будівля поряд з Зимовим палацом (Петербург), що слугувала для невеличких вечірок чи вистав на замови імператриці Катерини II. Пізніше перебудована при збереженні зовнішніх фасадів і пристосування внутрішніх галерей під музейні вимоги. Входить у сучасний комплекс будівель музею Ермітаж.

## Історія виникнення і архітектор

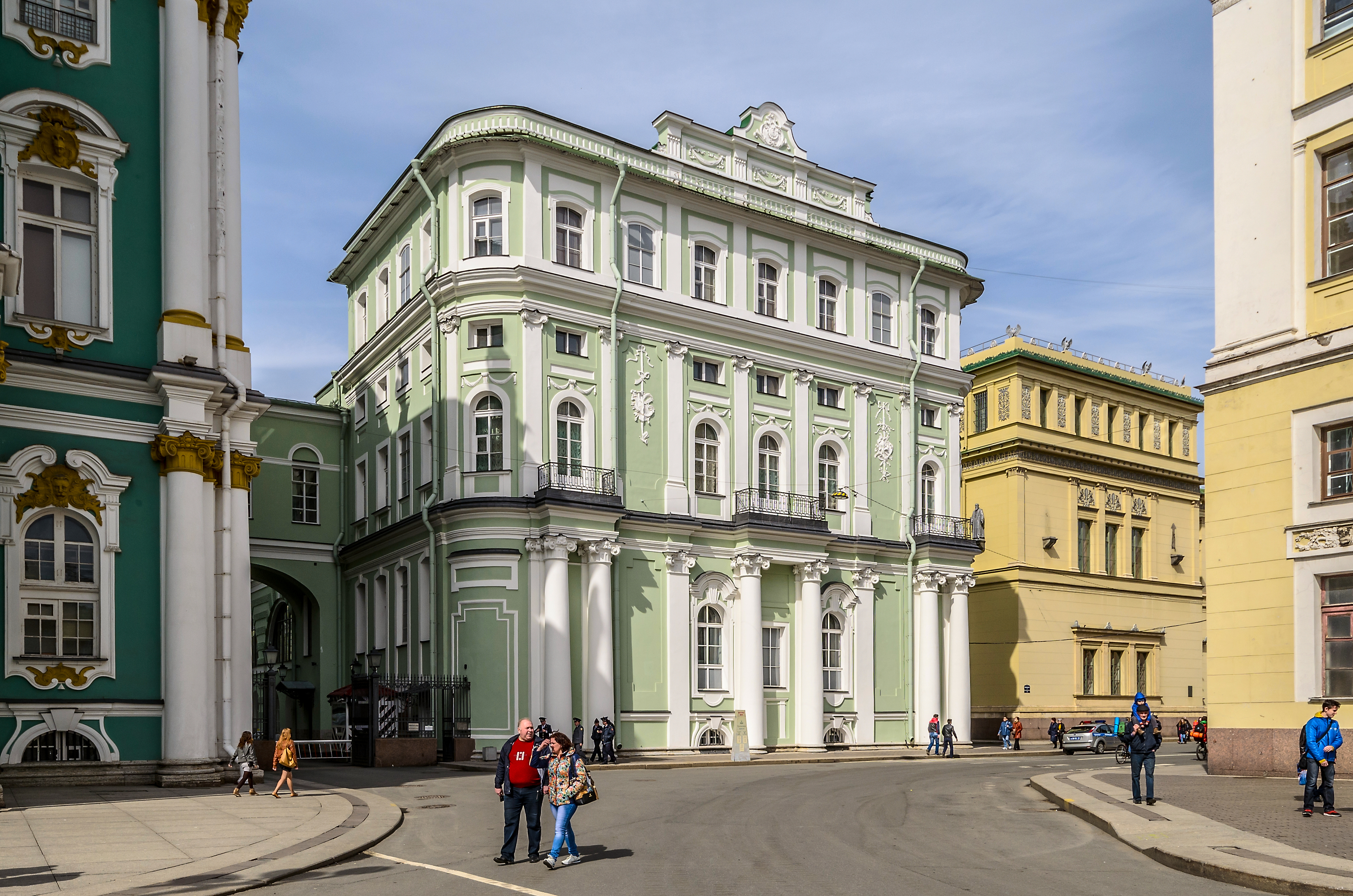
Малий Ермітаж, Південний павільйон.

Зазвичай Ермітаж — парковий павільйон доби бароко і розташований в глибині регулярного саду для утаємничених зустрічей. До середини 18 століття виробився і типовий план подібної споруди — невелике приміщення, головна зала і декілька малих кабінетів, зазвичай чотири (садиба Бестужевих-Рюміних, садиба Кусково тощо).
Будівля Малого Ермітажу відразу мала особливості, бо розташована надзвичайно близько до палацу монарха, зовсім не в глибині саду і відразу не була малою. Фасад на річку Нева мав три поверхи, а протилежний фасад на Мільонну вулицю був навіть надбудований четвертим поверхом у 19 столітті. Винятковим було і з'єднання обох павільйонів галереями по 2-му поверху, а середню ділянку використали для створення невеличкого саду на даху 1-го поверху, де висадили квіти і невеликі кущі, обладнали фонтаном, поставили скульптури (Hanging gardens). Незвичну за розмірами будівлю і доручили іноземному архітектору, щойно прибувшому в Петербург з Франції. Ним був Валлєн Деламот (1729–1800), що приніс в столицю Росії впливи ранішнього французького класицизму. Новомодний архітектор мав велику популярність. І вельможі столиці завалили того замовленнями, серед них — Іван Чернишов, Іван Бецький, Кирило Розумовський та багато інших. Валлєн Деламот встиг побудувати палаци для Чернишова і Бецького, перебудувати фасад палацу Розумовського, тоді як в ньому сильно розчарувалась Катерина II. Охолодження імператриці до нього стало сигналом і для вельмож, що відвернулись від новомодного архітектора. Забравши зароблені гроші, Валлєн Деламот у 1775 р. назавжди покинув негостинний для нього Петербург.

## Подальша доля
Ще за часів Катерини II дві галереї будівлі використали для показу картин, що придбала імператриця на аукціонах в Західній Європі. Саме від цієї будівлі з картинами і пішла назва всесвітньо відомого музею (Ермітаж), що давно не є місцем усамітнення чи утаємничених зустрічей. Також, ще за часів Катерини II її колекція витворів мистецтва настільки збільшилась, що більшість картин розмістили в коморах і сховищах. Павільйони Малого Ермітажу далі використовували для вечірок і невеличких палацових вистав.
В 19 столітті вишукані інтер'єри Малого Ермітажу перебудували. В Північному павільйоні обладнали так званий Павільйонний зал в стилі еклектики, де розмістили декоративно-ужиткове мистецтво. Саме тут відвідувачі сучасного музею можуть бачити бароковий годинник «Павич» (годинникар Джеймс Кокс, Британія, 18 ст.) Сам годинник майстер помістив у гриб. Поряд — стовбур дуба, на якому і сидить павич. Тут є й невеличка галявина, де також розмістили сову і півня. Під час видзвону годин павич розпускає розкішний хвіст, сова кліпає очима, півень подає голос. В свій час великий годинник був дивом механіки, а нині унікальним експонатом музею і пам'яткою доби бароко.
Південний павільйон Малого Ермітажу пристосували для Наукової бібліотеки музею. Бічні галереї використовують для тимчасових виставок.